# 그라민 은행
그라민 은행(벵골어: গ্রামীণ ব্যাংক, Grameen Bank)은 1983년에 무함마드 유누스에 의해 설립된, 가난한 이들을 위한 소액 대출 은행이자 사회적기업이다. 치타공 대학교의 경제학 교수였던 무함마드 유누스 총재가 27달러로 시작하여, 2007년 기준으로 직원 약 1만 8000명, 지점 2185개의 큰 은행으로 발전했다. 2006년, 설립자인 무함마드 유누스와 함께 노벨 평화상을 수상하기도 했다.

## 역사
방글라데시의 시민들은 하루종일 일해서 번 돈의 대부분을 고리대금업자에게 빌린 돈의 이자로 갚아야 했다. 그 때문에 대부분의 시민은 빈곤에서 벗어나지 못하였다. 이를 지켜본 경제학자인 무함마드 유누스는 방글라데시의 은행에 찾아가 “왜 가난한 사람들에게 돈을 빌려주지 않는가?”라고 묻자 은행 관계자는 담보가 없기 때문에 빌려줄 수 없다고 답하였다. 이를 들은 유누스는 1976년 직접 은행을 설립한다. 150달러 미만의 돈을 담보와 신원보증 없이, 하위 25%의 사람에게만 대출 가능하도록 조건을 걸었다. 낮은 이자로 돈을 빌려준 뒤 조금씩 오랜 기간에 걸쳐 갚아나가도록 하는 소액 장기처리 신용대출 은행이었다.
현재 이 은행은 방글라데시 전국에 1,175개의 지점을 두고 1,600억 다카(약 3조 3,600억 원)를 대출하는 대형은행이 됐다. 미국·영국 등 여러 선진국에서도 이 은행의 성공 사례가 빈곤 퇴치의 대안으로 주목받고 있다. 그라민 은행은 돈을 갚지 않는다고 법적 책임을 묻지 않는다. 하지만 놀랍게도 상환율은 설립 이후 연평균 90% 이상이다. 한 지점 안에서 한 사람이라도 신용이 나쁘면 다른 대출자 역시 대출 한도 등에서 불이익을 받는 시스템으로 서로가 서로의 신용을 담보해야 하기 때문이다.
그라민은행의 한국 지부로 “신나는 조합”(www.joyfulunion.or.kr)이 있다. 대출과 운영 방식은 방글라데시 본부와 같은데, 보증인이나 담보물도 필요없으며 다만 가난한 사람으로 확인되면 그만이다.
그라민 은행 홈페이지(www.grameenbank.com)에서는 좀 더 자세한 관련 정보와 소식을 접할 수 있다. 소액 신용대출에 관한 정보는 ‘마이크로 크레디트 버추얼 라이브러리’(www.gdrc.org/icm)에서 안내받을 수 있다. 가난한 서민은 대출한 돈으로 수레와 재봉틀, 송아지 등 경제활동에 필요한 곳에 투자할 수 있게 되었다. 예상 외로 원금 회수율은 98%에 달했으며, 시민들은 가난에서 벗어날 수 있게 되었다. 이러한 업적을 인정받아 2006년 그라민 은행은 노벨 평화상을 수상하게 되었다.

## 같이 보기
- 마이크로크레딧
- 키바 (www.kiva.org)